# Fodina pergrata
Fodina pergrata är en fjärilsart som beskrevs av Turner 1933. Fodina pergrata ingår i släktet Fodina och familjen nattflyn. Inga underarter finns listade i Catalogue of Life.